# Lansquenet (torpilleur)
Pour les articles homonymes, voir lansquenet (homonymie).
Le Lansquenet est l’un des douze torpilleurs de classe Hardi construits pour la Marine nationale française à la fin des années 1930. Mis en service après la signature par les Français d’un armistice avec les Allemands en juin 1940, il navigue vers le Maroc français pour éviter d’être capturé. En novembre, le navire a aidé à escorter vers la France l’un des cuirassés endommagés par les Britanniques en juillet lors de leur attaque de Mers el-Kébir, en Algérie française. Placé en réserve, il a été sabordé pour empêcher sa capture lorsque les Allemands ont occupé la France de Vichy en novembre 1942. Le Lansquenet a été récupéré en 1943 par la Regia Marina (Marine royale italienne) et capturé par les Allemands après l’armistice signé par les Italiens en septembre. Ils ont sabordé le navire en Italie en 1945. Il a été renfloué en 1946, mais n’a jamais été réparé. Il a été radié en 1958, puis mis au rebut.

## Conception
La classe Hardi a été conçue pour escorter les cuirassés rapides de la classe Dunkerque et pour contrer les grands destroyers des classes Navigatori italienne et Fubuki japonaise. Les navires avaient une longueur de 117,2 mètres, une largeur de 11,1 mètres et un tirant d'eau de 3,8 mètres. Les navires avaient un déplacement de 1800 tonnes en charge standard et 2577 tonnes à pleine charge. Ils étaient propulsés par deux turbines à vapeur à engrenages, chacune entraînant un arbre d'hélice, utilisant la vapeur fournie par quatre chaudières à circulation forcée Sural-Penhoët. Les turbines ont été conçues pour produire 58000 chevaux (42659 kW), ce qui était destiné à donner aux navires une vitesse maximale de 37 nœuds (69 km/h). Les navires transportaient 470 tonnes de mazout, ce qui leur donnait une autonomie de 3100 milles marins (5700 km) à 10 nœuds (19 km/h). L’équipage était composé de 10 officiers et de 177 hommes du rang.
L’armement principal des navires de la classe Hardi consistait en six canons de 130 mm modèle 1932 dans trois tourelles jumelées, une à l’avant et les deux autres (dont une surélevé) à l’arrière des superstructures. Leur armement antiaérien se composait d’un affût double pour les canons de 37 mm modèle 1925 sur la superstructure arrière et de deux mitrailleuses Hotchkiss de 13,2 mm modèle 1929 antiaériennes sur le toit des treuils d’obus pour la tourelle avant de 130 mm. Les navires transportaient un affût triple et deux affûts doubles de tubes lance-torpilles de 550 millimètres, tous au-dessus de la ligne de flottaison. L’affût arrière pouvait tirer des deux côtés, mais les affûts avant étaient positionnés un sur chaque bord. Une paire de rampes de lancement de grenades anti-sous-marines a été construite à l’arrière. Elle abritait une douzaine de grenades anti-sous-marines de 200 kilogrammes.

## Carrière
Commandé le 4 mai 1936, le Lansquenet a été mis en chantier par les Forges et chantiers de la Gironde à leur chantier naval de Bordeaux le 17 décembre 1936. Il a été lancé le 20 mai 1939 et est entré en service en 1940. Le navire a été armé pour essais le 1er juin et il était encore en cours d’armement le 27 juin lorsqu’il navigua (pour la première fois par ses propres moyens) de Bordeaux à Casablanca, au Maroc français. Durant sa remontée de la Gironde, il fut pris pour cible par l’artillerie allemande, mais sans succès. Les mois suivants, cinq des navires de la classe Hardi ont reçu l’ordre de se rendre à Oran pour escorter le cuirassé Provence. Le Lansquenet y arriva le 5 novembre. Repartis  ce jour-là, les navires arrivèrent à Toulon trois jours plus tard. Après cela, le Lansquenet fut placé en réserve, toujours pas complètement achevé.
Lorsque les Allemands envahirent la France de Vichy et tentèrent de s'emparer des navires français à Toulon le 27 novembre 1942, le Lansquenet était en réserve à proximité de La Seyne-sur-Mer. Il fut sabordé par son équipage. Les Italiens le renflouèrent le 24 avril 1943 et le rebaptisèrent FR34. Après l’armistice signé par les Italiens le 9 septembre, le navire est capturé par les Allemands à Imperia, en Italie, et rebaptisé TA34. Il a été sabordé le 24 avril 1945 à Gênes, Italie. Récupéré et remorqué à Toulon le 19 mars 1946, le navire a été rebaptisé Cyclone. Bien qu’il n’ait jamais été réparé, il n’a été rayé de la liste de la marine que le 22 septembre 1958 et a ensuite été mis au rebut.